# Македонска кухня
Македонската кухня е част от балканската кухня. Тя е повлияна също така и от Средиземноморската кухня.
Сравнително топлият климат в Република Северна Македония дава възможност за отглеждането на множество видове зеленчуци, билки, и плодове. Страната се слави също с висококачествените си млечни продукти, вина и местни алкохолни напитки като ракия.
Сред месните продукти на почит са говеждото, овнешкото и пилешкото. Свинското месо бива рядко използвано (не само от мюсюлманските малцинства, но и от християните).
Тавче гравче и мастика се смятат за национално ястие и напитка на Северна Македония.
Други известни гозби са турли тава, айвар, пита, бюрек, качамак, зелник и др.